# Mika Akitaka
Mika Akitaka (明貴美加?, Akitaka Mika; 17 aprile 1964) è un illustratore giapponese, principalmente noto come mecha designer di importanti serie animate come Gundam ZZ, Mobile Suit Gundam 0083: Stardust Memory, Mobile Battleship Nadesico e Super Robot Wars OG: The Inspector.
È inoltre il creatore ed il character designer di Galaxy Fraulein Yuna. Akitaka è stato inoltre uno dei primi autori a creare il design per la prima linea di giocattoli dei Transformers.